# Robin Hood (film 1973)
Robin Hood è un film d'animazione del 1973 prodotto e diretto da Wolfgang Reitherman.
Prodotto dalla Walt Disney Productions e distribuito dalla Buena Vista International negli Stati Uniti l'8 novembre 1973. Il film, 21º Classico Disney, è basato sulla leggenda popolare di Robin Hood, utilizzando però animali antropomorfi al posto delle persone. Il cast vocale è formato da Brian Bedford, Phil Harris, Peter Ustinov, Pat Buttram, Monica Evans e Carole Shelley.
Si tratta del primo classico Disney la cui produzione sia cominciata dopo la morte di Walt Disney e in cui quest'ultimo non sia stato coinvolto in alcun modo.

## Trama
Il gallo menestrello Cantagallo racconta di quando il re Riccardo Cuor di Leone partì per una crociata in Terra santa e il suo avido e sleale fratello, il principe Giovanni, usurpò la corona. Robin Hood era l'unica speranza per il popolo di Nottingham, perché rubava ai ricchi per dare ai poveri, e tutti lo adoravano.
Un giorno Robin Hood e Little John si divertono nella foresta di Sherwood ma improvvisamente vengono scoperti dallo sceriffo di Nottingham e dai suoi soldati, che cercano di catturarli. Per fortuna, i due riescono a nascondersi nella chioma di un albero. Nel frattempo, il principe Giovanni e il suo consigliere Sir Biss attraversano la foresta con la carrozza regale per arrivare a Nottingham. Il principe però opprime i poveri con delle tasse ingiuste ed è anche immaturo, perché è solito succhiarsi il pollice ogni qual volta venga nominata sua madre e fa le bizze con Sir Biss quando non ottiene ciò che vuole oppure incolpa sempre lui dei fallimenti. Robin Hood e Little John derubano il principe Giovanni travestendosi da chiromanti, spingendo così il principe a dare una grossa ricompensa a chi cattura Robin e fare dello sceriffo il suo esattore fiscale personale.
Lo sceriffo tassa il fabbro Otto e una famiglia di conigli rubando al coniglietto Saetta la monetina avuta in regalo per il suo compleanno. Robin Hood, travestito da mendicante, arriva sul posto e dopo avere regalato a Saetta il suo cappello e il kit di tiro con l'arco, dona ai conigli una borsa di soldi. Saetta e i suoi amici testano il kit di tiro con l'arco, ma Saetta lancia la freccia nel giardino del principe Giovanni. Il coniglio si intrufola all'interno, incontrando Lady Marian e la sua dama di compagnia Lady Cocca che giocano a badminton. Dopo avere invitato gli altri bambini Lady Marian spiega che lei e Robin erano fidanzati da piccoli, ma non si vedono da molti anni.
Nel frattempo Fra Tuck fa visita a Robin Hood e Little John nella foresta, spiegando che il principe Giovanni ha indetto una gara di tiro con l'arco e il vincitore riceverà come premio un bacio da Lady Marian. Robin (ancora innamorato di lei) accetta di parteciparvi travestito da cicogna sotto il finto nome di Gamba a Spillo, mentre Little John si avvicina al principe travestito come sir Reginald, duca di Whisky. Sir Biss scopre l'identità di Robin Hood, ma viene intrappolato in una botte di ale da Fra Tuck e Cantagallo perché non possa avvisare il principe. Robin Hood vince la gara, ma viene smascherato e condannato a morte. Il fuorilegge riesce però a scappare con l'aiuto di Little John che sempre travestito, minaccia con la spada di infilzare il principe qualora non avesse ritirato la condanna a morte del protagonista ma questa minaccia viene scoperta dallo sceriffo di Nottingham e nello scontro che ne segue, tutto il popolo si rifugia nella foresta di Sherwood.
Nella foresta Robin e Lady Marian esprimono finalmente il loro amore mentre i paesani si fanno beffe del principe Giovanni, descrivendolo come "il re fasullo d'Inghilterra" e inscenando un piccolo spettacolo di burattini dalle fattezze del perfido sovrano e del suo consigliere. Sfortunatamente il terribile principe Giovanni scopre tutto e infuriato per l'insulto subito triplica le tasse e sbatte in prigione tutti gli abitanti della città, perché non possono pagare. Intanto lo sceriffo di Nottingham visita la chiesa di Fra Tuck per rubare l'ultimo soldo dalla cassetta delle elemosine facendo infuriare il frate, che viene ingiustamente arrestato. Il principe Giovanni prevede di impiccare Fra Tuck per attirare Robin Hood in un'altra trappola e farlo uccidere una volta per tutte.
Quella notte, Robin Hood e Little John (informati della situazione) si intrufolano nel castello. Mentre Little John libera i prigionieri Robin ruba le tasse all'infido principe Giovanni per restituirle ai detenuti. Ma dopo che il fuorilegge ha rubato l'ultima borsa di monete, Sir Biss si sveglia trovandolo in fuga. Tutti i prigionieri riescono a fuggire con i soldi ma Robin per salvare l'ultimo dei fratelli di Saetta rimasto indietro, viene confinato fra le mura del castello e preso di mira dalle guardie. Robin Hood si rifugia nel castello, a cui lo sceriffo dà fuoco per metterlo alle strette. Per salvarsi dall'incendio Robin salta nel sottostante fossato d'acqua che circonda il castello da cui riemerge incolume, facendo disperare il principe Giovanni, che si sfoga su Sir Biss.
Poco tempo dopo, il re Riccardo tornato dalla crociata grazia Robin Hood, mette il fratello e i suoi scagnozzi ai lavori forzati e permette a Robin e Lady Marian di sposarsi e lasciare Nottingham verso un'altra città, con Little John e Saetta.

## Personaggi
- Robin Hood: una volpe maschio, è un astuto e generoso ladro gentiluomo che ruba ai ricchi per dare ai poveri. È adorato dal popolo di Nottingham, poiché loro unica speranza contro le ingiustizie. È inoltre agile, bravo sia nel travestimento che a recitare, e praticamente imbattibile nel tiro con l'arco. Durante il film si traveste da chiromante, da cicogna e da anziano mendicante cieco.
- Little John: un orso, è il migliore amico di Robin Hood e suo compagno in tutte le sue scorribande, ma non è convinto che sia giusto rubare ai reali. È meno spericolato di Robin, ma comunque forte, agile, bravo nel travestimento, come attore e nel combattimento armato e non.
- Principe Giovanni (Prince John): è un leone magro senza criniera corrispondente al personaggio storico di Giovanni Senzaterra. Usurpa il trono e la corona del fratello re Riccardo, che ha sempre invidiato. Odiato e deriso dall'intero villaggio per la sua avidità e per la sua immaturità, che traspare quando si succhia il pollice pensando a sua madre.
- Sceriffo di Nottingham: è un lupo esattore delle tasse che arresta tutti quelli che non possono pagare, per ordine del principe Giovanni. Come il principe Giovanni è arrogante e prepotente, ed è odiato e deriso con il soprannome di "Bracalone". Riscuote le tasse anche ai disabili e arriva perfino a rubare in chiesa nella cassetta delle elemosine. Si dimostra offensivo anche nei confronti dei suoi soldati Tonto e Crucco.
- Sir Biss (Sir Hiss): è il serpente consigliere del principe Giovanni. È ruffiano e sfortunato e, a differenza del principe, ha un po' di moralità. In molti casi si rivela più sveglio rispetto al principe, avvertendolo quando sta per essere imbrogliato, venendo però deriso e maltrattato dal superiore. Alla fine del film viene arrestato anche lui, ma riesce almeno a prendersi la rivincita sul principe, facendo in modo che una roccia che stava spaccando gli finisse sul piede. È stato lui a ipnotizzare il re Riccardo per convincerlo a partire per le crociate.
- Lady Marian (Maid Marian): è una volpe femmina, nipote del re Riccardo. È fidanzata di Robin Hood fin dall'infanzia, se ne innamora ancora quando lo incontra a distanza di molti anni. I due si sposano alla fine del film.
- Fra Tuck (Friar Tuck): un tasso, è un frate, grande amico di Robin Hood e Little John che aiuta a sfamare gli abitanti poveri di Nottingham. È buono, confortante e altruista, tuttavia, quando lo sceriffo ruba i soldi dalla cassetta dell'elemosina, perde la pazienza e arriva a prenderlo a bastonate.
- Cantagallo (Alan-a-Dale): è un gallo, il menestrello che racconta la storia. Malgrado il suo ruolo di narratore interno ha comunque una parte nella storia, prima intrappolando Sir Biss in una botte di ale, poi venendo arrestato per insolvenza e quindi liberato da Little John.
- Lady Cocca (Lady Kluck): è una gallina, dama di compagnia di Lady Marian. È spiritosa e all'occorrenza forte.
- Crucco (Trigger) e Tonto (Nutsy): sono due avvoltoi, soldati agli ordini dello Sceriffo. Il primo è più sospettoso e armato di balestra, l’altro è sciocco e armato di un'alabarda. Fino alla fine del film seguono gli ordini dello Sceriffo, ma quando torna il re Riccardo passano dalla sua parte e fanno la guardia al principe Giovanni, allo sceriffo e a Sir Biss dopo che sono condannati ai lavori forzati.
- Saetta (Skippy): è un coniglietto, grande fan di Robin Hood. Al suo settimo compleanno Robin Hood gli regala il suo cappello e il suo kit di tiro con l'arco, allo scopo di consolarlo dopo essere stato derubato dal suo regalo da parte dello sceriffo. Sveglio e coraggioso, viene sempre seguito dalla sorella maggiore Sorellina (Sis), che lo stuzzica ma gli vuole bene, dal fratellino minore Codicillo (in originale è di sesso femminile e si chiama Tagalong) e dall'amico Tobia (Toby), una tartaruga occhialuta molto prudente e timorosa del principe Giovanni. Dopo il matrimonio di Robin e Lady Marian parte con loro e Little John.
- Otto: è un bloodhound, fabbro di Nottingham. È costretto a lavorare, nonostante la sua gamba ingessata, con la quale riesce comunque a correre. Viene arrestato anche lui per insolvenza e poi viene liberato da Little John e Fra Tuck.
- Sacrestano/Papà e Mamma: due topini che vivono nella chiesa di Nottingham e fanno da assistenti a Fra Tuck. Assistono impotenti all'arresto del loro amico e in una scena inedita, aiutano Little John e Lady Marian a nascondere Robin Hood.
- Re Riccardo (King Richard): è un leone, fratello maggiore del principe Giovanni e re legittimo d'Inghilterra, ispirato a Riccardo Cuor di Leone. A differenza del fratello è un leone di taglia grossa con la criniera. Viene menzionato spesso, ma compare solo alla fine del film. Ha combattuto in una crociata in Terra santa e al ritorno ristabilisce l'ordine a Nottingham, concede la grazia a Robin Hood e condanna il fratello e scagnozzi ai lavori forzati.

## Produzione

Un bozzetto del protagonista

Inizialmente lo studio aveva considerato un film su Renart la volpe. Tuttavia, poiché Walt Disney era preoccupato che Renart non fosse una scelta adatta per un eroe, Ken Anderson utilizzò molti suoi elementi in Robin Hood. Robin Allan scrive nel suo libro Walt Disney and Europe che "Ken Anderson pianse quando vide come i suoi personaggi erano stati trasformati in stereotipi per l'animazione di Robin Hood". Secondo Ward Kimball e Ollie Johnston, egli voleva che lo Sceriffo di Nottingham fosse una capra per sperimentare diversi animali tra i cattivi, ma tale proposito venne annullato dal regista che voleva invece mantenere lo stereotipo malvagio di un lupo.

### Riciclo di scene, effetti sonori e doppiatori
Poiché al film venne assegnato un piccolo budget gli artisti riutilizzarono scene da precedenti Classici Disney. Questo è evidente soprattutto nel corso del numero di canto e danza "Il Re Fasullo d'Inghilterra", dove per i movimenti dei personaggi vennero riciclate le scene di danza de Il libro della giungla, Gli Aristogatti e Biancaneve e i sette nani.
Per le animazioni di Little John e Sir Biss vennero riciclate quelle di Baloo e Kaa de Il libro della giungla. I due personaggi sono molto simili, sia nell'aspetto fisico che nel carattere, ai loro "alter ego" della giungla: nell'originale in inglese e in gran parte delle altre lingue Litle John ha anche lo stesso doppiatore di Baloo (addirittura, nel doppiaggio italiano e francese anche Kaa e Sir Biss condividono i rispettivi doppiatori). Anche i due avvoltoi Tonto e Crucco sembrano essere basati su Buzzie, un personaggio del film del 1967.
La scena dove Lady Cocca stringe la proboscide dell'elefante che tenta di dare l'allarme è uguale a una scena del film Il libro della giungla, e in entrambi i film i due pachidermi assumono la stessa espressione facciale ed emettono il medesimo suono. In altre scene vengono riutilizzate musiche e suoni da Gli Aristogatti, La bella addormentata nel bosco e Cenerentola. Nel film vengono riciclati anche dei vestiti: l'abbigliamento di Robin Hood e del Principe Giovanni è uguale, rispettivamente, a quello di Peter Pan e del re di Pomi d'ottone e manici di scopa. Infine spesso il film riutilizza le stesse animazioni diverse volte: ciò succede per alcune azioni dei rinoceronti, degli amici di Saetta e dello Sceriffo di Nottingham.

### Casting
Solo alcuni doppiatori utilizzati nell'edizione originale sono inglesi: la decisione venne presa per lanciare un certo numero di attori caratteristi americani nei tradizionali ruoli medievali. Molti di questi individui erano artisti veterani provenienti da film e programmi televisivi a tema western, il che spiega perché i personaggi come Fra Tuck e lo Sceriffo di Nottingham hanno accenti spiccatamente americani e manierismi più associati con le campagne degli Stati Uniti meridionali, medio occidentali e sud-occidentali che con l'Inghilterra. Questo effetto venne ulteriormente rafforzato dalla scelta del cantante country Roger Miller come autore delle canzoni del film e narratore.

### Finale alternativo
Il finale alternativo (incluso nell'edizione speciale in DVD) è una breve rivisitazione della conclusione della storia, utilizzando soprattutto immagini fisse dagli storyboard originali di Ken Anderson della sequenza. Mentre Robin Hood si tuffa nel fossato dalla torre in fiamme del castello, viene ferito (probabilmente da una delle frecce tirate in acqua) e portato via da Little John in chiesa per salvarlo. Il Principe Giovanni, infuriato per essere stato nuovamente messo nel sacco da Robin Hood, scopre Little John mentre lascia la chiesa e sospetta che il fuorilegge si trovi lì.
Egli trova Lady Marian, che si prende cura dell'inconscio Robin Hood e tira fuori un pugnale per ucciderlo. Il Principe Giovanni si accinge a colpirlo quando viene fermato da suo fratello, re Riccardo, appena tornato dalle Crociate e adirato nello scoprire che Giovanni ha fatto diventare il suo regno tetro e oppresso. Rispettando i desideri della madre, il sovrano decide che non può bandire il fratello Giovanni dal regno, ma gli infligge una severa punizione e si riprende la corona. Riccardo fa tornare Nottingham al suo antico splendore e ordina a Fra Tuck di sposare Robin Hood e Lady Marian dopo aver dato i titoli di Sir a Robin Hood e di duca a Little John. In questo finale inoltre, a differenza di quello ufficiale, lo sceriffo di Nottingham non viene messo ai lavori forzati in carcere assieme a Giovanni e a Biss, ma viene solo arrestato e apparentemente si pente dei suoi crimini, partecipando con commozione al matrimonio di Robin e Marian.

## Distribuzione

### Data di uscita
Le date di uscita internazionali sono state:
- 8 novembre 1973 negli Stati Uniti d'America
- 6 dicembre in Argentina
- 1974 in Belgio
- 31 marzo in Irlanda e Regno Unito
- 14 aprile in Brasile
- 10 ottobre in Italia
- 30 ottobre in Francia (Robin des bois)
- 30 novembre in Svezia
- 5 dicembre in Spagna
- 11 dicembre nei Paesi Bassi
- 13 dicembre in Germania Ovest
- 20 dicembre in Finlandia
- 26 dicembre in Norvegia
- 27 dicembre in Danimarca
- 23 gennaio 1975 a Hong Kong
- 19 luglio in Giappone

Il film tornò nei cinema statunitensi il 26 marzo 1982, mentre in Italia era già stato riedito nell'aprile dell'anno precedente.

### Edizione italiana
La versione italiana del film venne curata come al solito da Roberto De Leonardis. Il doppiaggio, diretto da Giulio Panicali, venne eseguito dalla Cooperativa Doppiatori Cinematografici negli stabilimenti Fono Roma. La direzione musicale è di Pietro Carapellucci. Gran parte dei nomi dei personaggi vennero tradotti in italiano (un esempio è Cantagallo, che in originale è la trasportazione del menestrello amico di Robin, Alan-a-Dale). Fu anche cambiato il sesso di Tagalong, la sorella minore di Saetta, che nell'edizione italiana è un maschio di nome Codicillo.

### Edizioni home video

#### VHS
La prima edizione VHS del film in Italia uscì nell'aprile del 1985. La seconda edizione uscì nel marzo del 1992. Una simile edizione fu pubblicata nell'agosto del 1997. L'ultima edizione VHS venne pubblicata nel 2002.

#### DVD
La prima edizione DVD uscì il 25 settembre 2002. Come le edizioni VHS il DVD presenta il film nel suo formato originale. La seconda edizione DVD uscì il 23 maggio 2007. Questa edizione presenta il film in formato 1.75:1 e include i contenuti speciali dell'edizione precedente.

## Accoglienza

### Incassi
Il film, prodotto con un budget ridotto (costò 5 milioni di dollari, più o meno come Biancaneve di 36 anni prima), ebbe un grande successo fin dalla sua uscita iniziale, ottenendo circa 9,5 milioni. La riedizione del 1982 fece arrivare gli incassi totali a più di 32 milioni.

### Critica
Il responso della critica fu (e rimane) un po' discordante. Il sito di recensioni cinematografiche Rotten Tomatoes Robin Hood riporta che il 58% delle 28 recensioni professionali sono positive, con un voto medio di 6,5 su 10 e il consenso generale: "Uno degli adattamenti Disney più deboli, Robin Hood è carino e colorato, ma manca la maestà e l'eccitazione degli sforzi precedenti dello studio". Su Metacritic il film detiene un punteggio di 57 su 100, basato sul parere di 9 critici, indicando "recensioni miste o medie".
Il film ricevette una nomination all'Oscar alla migliore canzone per Love, ma perse a favore di The Way We Were dal film Come eravamo. L'American Film Institute nominò Robin Hood per la sua Top 10 dei film d'animazione.

## Riconoscimenti
- 1974 – Premio Oscar
  - Nomination Miglior canzone (Love) a George Bruns e Floyd Huddleston
- 1975 – Grammy Award
  - Nomination Miglior registrazione per bambini
- 1976 - Golden Screen
  - Golden Screen

## Altri media
- I personaggi del film sono apparsi su diverse storie a fumetti.
- Esiste un gioco da tavolo dedicato al film chiamato "Scheriff of Nottingham- Disney's Robin Hood".
- Alcuni personaggi sono apparsi nel mediometraggio del 1983 Canto di Natale di Topolino.
- Robin Hood, Maid Marian, il principe Giovanni e altri personaggi compaiono nella serie animata House of Mouse - Il Topoclub come ospiti. Appaiono anche come cameo in Il meraviglioso mondo di Topolino e in Once Upon a Studio.
- Sono apparsi in diversi videogame, quali la saga di Disney Infinity.
- Alcuni personaggi ( in forma però umanizzata) appaiono nella serie TV C'era una volta.
- Nella serie di Libri di Descendants, in Escape from the Isle of Lost si scopre che Robin Hood ha un figlio: Bobby Hood.
- Nel aprile 2024 la serie di romanzi A Twisted Tale pubblica una versione alternativa della storia, inedita in Italia, dal twist "E se fosse Mai Marian la vera fuorilegge?", dal titolo " Princess of Thieves".
- Sir Biss è uno degli antagonisti dello speciale delle Principesse Disney LEGO Disney Princess: Villains Unite (2025).

## Remake live-action
Un remake in live action omonimo, sempre con animali antropomorfi e parlanti, è stato annunciato nel 2020 per il servizio di streaming Disney+. Carlos Lopez Estrada dirigerà il film da una sceneggiatura di Kari Granlund, già responsabile del precedente live action Lilli e il vagabondo.